# Dawg Fight
Dawg Fight é um documentário de 2015, dirigido pelo cineasta Billy Corben, que mostra os bastidores de uma liga de luta underground organizada pelo lutador de MMA Dada 5000, na qual os videos postados na internet tem milhares de visualizações. Teve sua estreia oficial 13 de março daquele ano, no Festival de Cinema de Miami.
Este documentário ficou bastante conhecido nos EUA, tornando-se um dos mais vistos da história do Netflix.
Em 2017, ele foi escolhido pelo jornal The Telegraph como um dos 30 melhores filmes de esporte do Netflix.

## Sinopse
| “ | Na periferia de Miami, brigas de fundo de quintal passam a ser lutas, uma fonte de renda e respeito para os jovens do bairro. | ” |

## Elenco
| Ator         | Personagem |
| ------------ | ---------- |
| Dada 5000    | Ele mesmo  |
| Alex Caceres | Ele mesmo  |
| Cedric James | Ele mesmo  |

## Trilha-Sonora
A trilha-sonora do filme foi lançada em 27 de maio de 2015 com o selo "10K Islands".

### Faixas
1. 'Dawg Fight' (fanfare) - 1:04
		
2. Main Titles (Dada's Theme) - 2:36
		
3. The Backyard - 1:09		

4. The Spartan of Perrine - 1:06	
	
5. Kimbo Come Up - 2:48		

6. "Yes We Did!" - 0:41		

7. West Perrine - 1:32		

8. Fruity - 1:07		

9. "Ain't Enough Food for Both of Us" - 0:42
		
10. Jimmy Quits - 1:05		

11. No Resumés, Just Rap Sheets - 0:41
		
12. Sexual Chocolate - 0:52		

13. Mike vs Chocolate - 1:09		

14. Knockout Mike - 1:31		

15. Dada vs Chaunce - 1:48		

16. Karate Kid in Overtown - 1:26		

17. Chaunce vs Moe - 3:44

18. Backyard Shutdown - 1:37

19. Dada Do Dada - 0:44

20. One Big Family (Dada's Theme) - 2:18

21. Team 5000 - 0:38

22. Will Chaunce Fight? - 1:12

23. Fruity vs Squatter - 2:10 

24. Mike vs Nates - 1:55

25. Dada Pays Out - 1:34

26. Will Tree Fight? - 1:12

27. It's on! - 1:29

28. Tree vs Chaunce - 1:30

29. Warriors - 1:07

30. Chaunce's Fate - 3:14

31. Tree vs Mike - 2:25

32. Mike Caught Fire - 0:28

33. Dada's Decision - 0:54	
	
34. Training Montage - 3:21

35. Stop Street Fighting - 1:36	
	
36. Dada vs Cedric - 3:26		

37. Victory (Fanfare for 'Dawg Fight') - 0:50
		
38. Epilogue - 1:25